# Regeringen Erich
Regeringen Erich var Republiken Finlands sjätte regering bestående av Samlingspartiet, Framstegspartiet, Agrarförbundet och Svenska folkpartiet. Regeringen var en majoritetsregering. Krigsministern var opolitisk. Ministären regerade från 15 mars 1920 till 9 april 1921.
Regeringen åstadkom fredsfördraget i Dorpat med Rådsryssland. Finland lovade att överge sina territoriella anspråk på Fjärrkarelen, medan Rådsryssland förband sig vid att ge de etniska karelerna nationell självbestämmanderätt.
| Minister                                                                  | Ämbetsperiod                                              | Parti               |
| ------------------------------------------------------------------------- | --------------------------------------------------------- | ------------------- |
| Statsminister Rafael Erich                                                | 15 mars 1920–9 april 1921                                 | Samlingspartiet     |
| Utrikesminister Rudolf Holsti                                             | 15 mars 1920–9 april 1921                                 | Framstegspartiet    |
| Justitieminister Karl Söderholm Hjalmar Granfelt                          | 15 mars 1920–28 juni 1920 28 juni 1920–9 april 1921       | Svenska folkpartiet |
| Inrikesminister Albert von Hellens                                        | 15 mars 1920–9 april 1921                                 | Framstegspartiet    |
| Krigsminister Bruno Jalander                                              | 15 mars 1920–9 april 1921                                 | opolitisk           |
| Finansminister Jonathan Wartiovaara                                       | 15 mars 1920–9 april 1921                                 | Samlingspartiet     |
| Kyrko- och undervisningsminister Lauri Ingman                             | 15 mars 1920–9 april 1921                                 | Samlingspartiet     |
| Jordbruksminister Eero Yrjö Pehkonen                                      | 15 mars 1920–9 april 1921                                 | Agrarförbundet      |
| Biträdande jordbruksminister Eero Hahl                                    | 15 mars 1920–9 april 1921                                 | Agrarförbundet      |
| Minister för kommunikationsväsendet och allmänna arbetena Magnus Lavonius | 15 mars 1920–9 april 1921                                 | Framstegspartiet    |
| Handels- och industriminister Leo Ehrnrooth Hjalmar J. Procopé            | 15 mars 1920–12 augusti 1920 19 augusti 1920–9 april 1921 | Svenska folkpartiet |
| Socialminister Vilkku Joukahainen                                         | 15 mars 1920–9 april 1921                                 | Agrarförbundet      |
| Livsmedelsminister Kaarlo Wuokoski                                        | 26 mars 1920–9 april 1921                                 | Framstegspartiet    |

## Fotnoter
1. ↑  Östkarelen Arkiverad 5 juni 2014 hämtat från the Wayback Machine.. Uppslagsverket Finland. Schildts. Läst 20 juli 2011.
2. ↑  6. Erich Arkiverad 2 april 2012 hämtat från the Wayback Machine. Statsrådet (finska)